# Akureyri flygplats
Akureyri flygplats, eller Akureyrarflugvöllur ligger strax söder om Akureyri på norra Island, i fortsättningen av Eyjafjörður, på deltat av floden Eyjafjarðará. Start- och landningsbanan går i nord-sydlig riktning, och följer därmed riktningen av Eyjafjörður och Eyjafjarðarás dalgång. Eftersom höga berg finns på båda sidor om Eyjafjörður och Eyjafjarðarás dalgång, så bromsar de östliga och västliga vindarna. Inflygning söderifrån sker genom att Eyjafjarðarás dalgång följs fram till flygplatsen. Inflygning norrifrån görs genom nedgång mot Eyjafjörður.

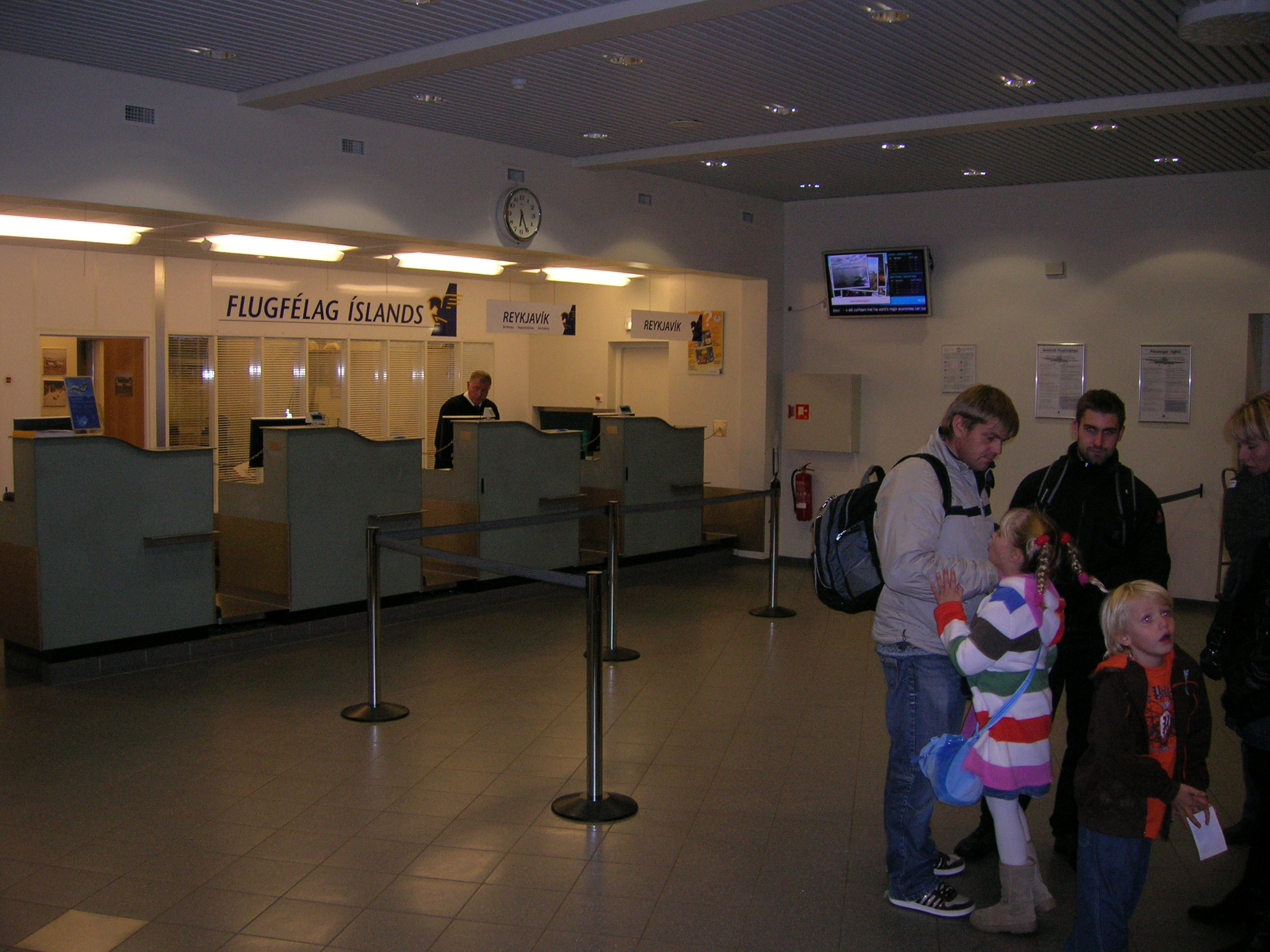
Check-in
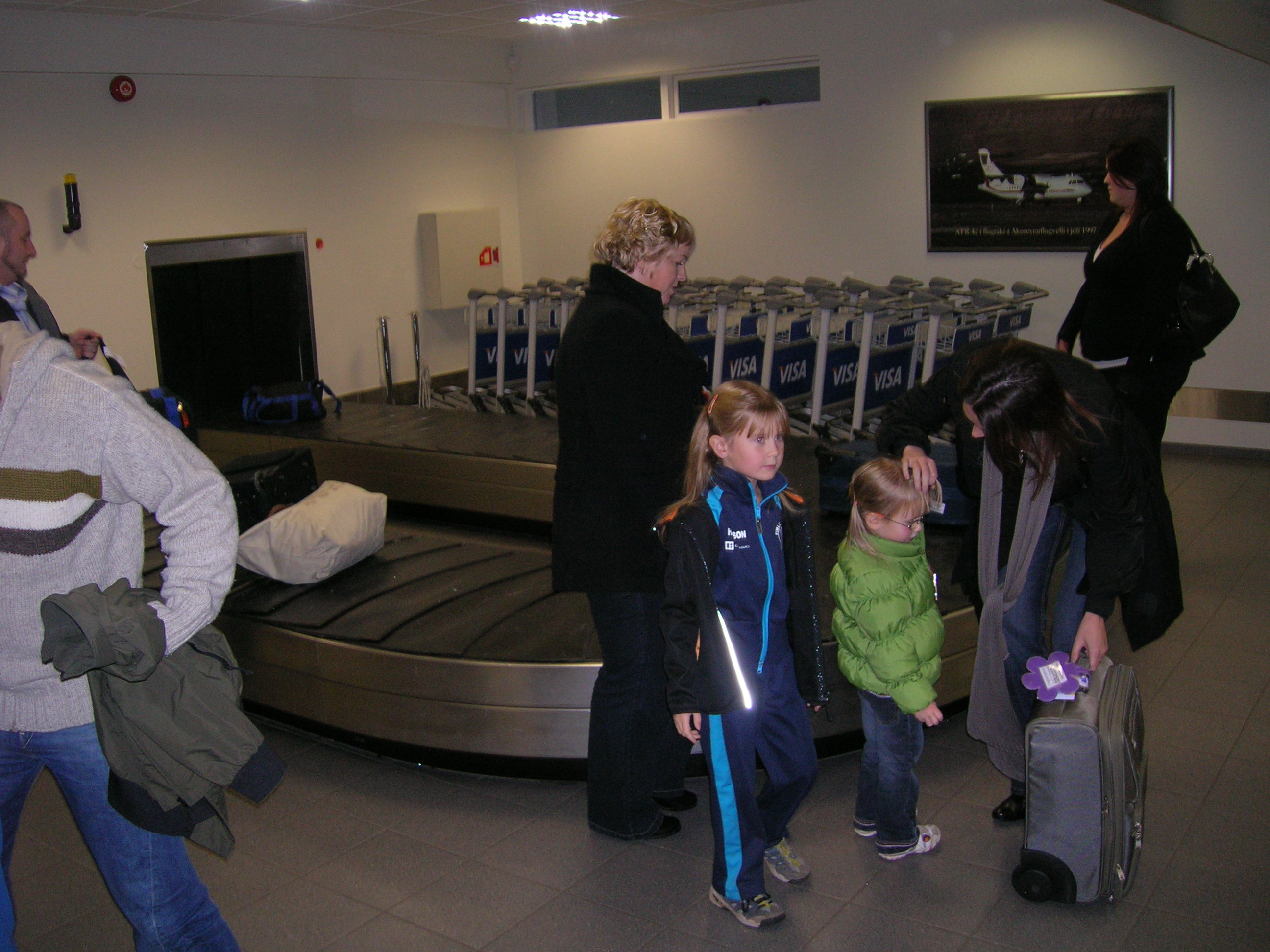
Bagageband

## Flygbolag
Flygplatsen trafikeras av följande flygbolag:
- Air Iceland - Reykjaviks flygplats
- Iceland Express - Köpenhamn (sommartid)